# Centro cultural de Hong Kong
El Centro cultural de Hong Kong (en chino: 香港文化中心) es una instalación de usos múltiples en el área de Tsim Sha Tsui de la región administrativa especial de Hong Kong al sur de China. Situada en la vía Salisbury fue fundado por el ex Consejo Urbano y, después de 2000, es administrado por el Departamento de Servicios de Ocio y Cultura del gobierno regional de Hong Kong. Es un lugar que sirve para una amplia variedad de espectáculos culturales.
El centro está ubicado en el extremo suroeste de Tsim Sha Tsui, en la antigua ubicación de la Estación del Ferrocarril Kowloon.